# ダイオウホウズキイカ
ダイオウホウズキイカ（大王酸漿魷、学名：Mesonychoteuthis hamiltoni、英語: Colossal squid）は、開眼目 - サメハダホウズキイカ科 - クジャクイカ亜科に属する、巨大なイカの一種。本種のみでダイオウホウズキイカ属 Mesonychoteuthis を構成する。
ダイオウイカとともに、世界最大級の無脊椎動物として知られている。体重はダイオウイカよりずっと重いが、体長はダイオウイカと比べるとかなり短い。

## 呼称
属名 Mesonychoteuthis は古代ギリシア語: μέσος (mesos)　「中ほどの」 ＋ ὄνυξ（onyx; 語幹: onych-）「獣爪、かぎ爪」 ＋ τευθίς (teuthis) 「イカ」による合成語。なお、後2者のみを組み合わせた Onychoteuthis はツメイカ科ホンツメイカ属の名称に充てられている。

## 形態
ダイオウホウズキイカはダイオウイカ以上に巨大なイカである可能性を持ち、体長は約12 - 14mとされる（比較資料：1 E1 m）。また、2003年に南極海で幼体が捕獲されたうえ、2007年2月に捕獲された未成熟の個体でも、外套膜だけで250cm、体重は450kgにも達しており、成熟個体では触腕を含めた全長が20mに達することがあるのではないかとも言われてもいる。
眼や口器の顎板（カラストンビ）の大きさでも、ダイオウイカを凌ぐとされる。触腕には吸盤の代わりに5cmにもなる回転式の大きな鉤爪を持ち、これで獲物を捕らえるほか、マッコウクジラのような天敵から身を守ると言われている。
ダイオウホウズキイカは、「大王」の名を冠した深海棲の巨大なダイオウイカと共通する部分も多いが、分類学上は近縁ではない。特徴的なダイオウイカとの違いは、触腕の鉤爪である。ダイオウイカの触腕には鉤爪が無く、代わりに硬い鋸状の歯が並んだ吸盤が付いている。また、ダイオウホウズキイカは胴体の遊泳鰭が非常に大きいことに加え、触腕が体の割にダイオウイカほど長くはない。体色はどちらも赤褐色である。

## 生態

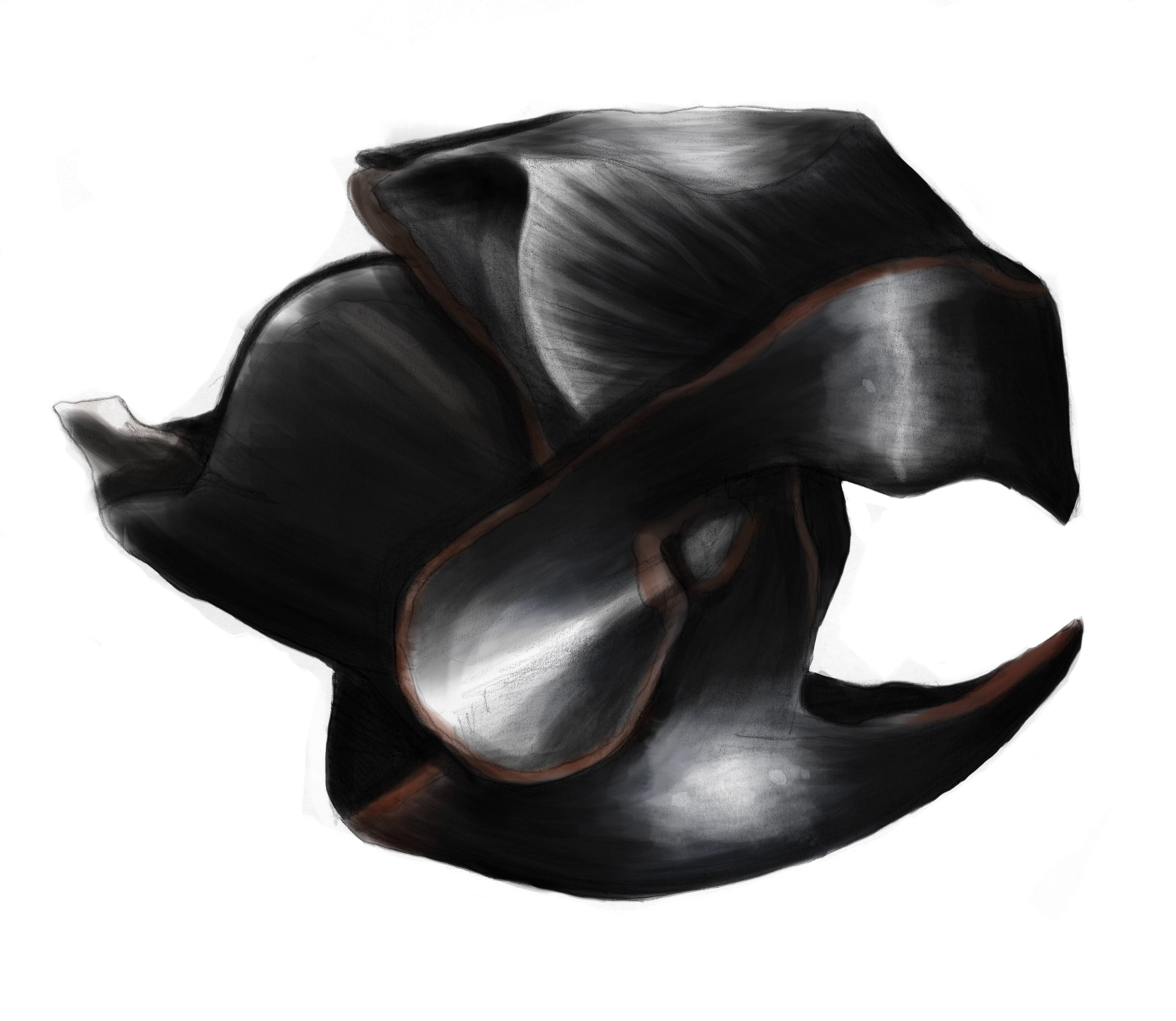
キチン質の顎板（カラストンビ）のスケッチ

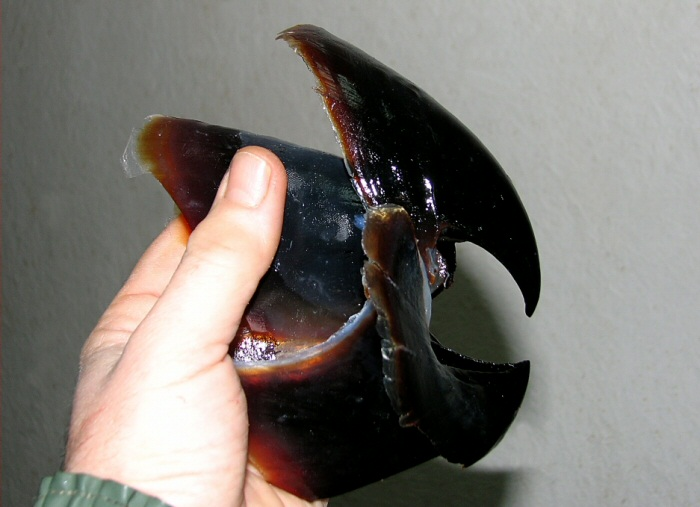
顎板の実物

南極海周辺の深度2,000mの深海域に棲息している。ダイオウイカと同じく、深海棲の大型のイカや魚を餌にしていると考えられている。南極海にはナンキョクオキアミを捕食するイカ類が非常に多く、それを餌にしようと集まる巨大なイカ類もクジラ類（マッコウクジラ、ミナミトックリクジラ、ミナミツチクジラ、ゴンドウクジラなど）の獲物になっているとされる。しかし、2010年時点で自然な状態のダイオウホウズキイカが観測された例はないうえ、巨大なイカ類を従来の方法で捕ることは困難である（ほとんど獲れない）ため、生態の全容は不明である。
基本的には、海を漂流しながら待ち伏せをしたり通りかかった獲物を捕らえたりしていると考えられている。この生活では捕食の機会は多くないが、代謝を抑えてわずかな餌で生命を維持している。2010年に行われた研究によると、体重500kgの本種個体は5kgの魚1匹で200日間の生命活動を維持できると推定されている。これは、同じ海域に住むクジラの300-600分の1のエネルギーしか必要としないことを意味する。
本種やダイオウイカのような巨大な深海棲イカ類にとっての第一の天敵はマッコウクジラであると考えられており、マッコウクジラの消化器官からは本種の顎板も発見されている。過去の捕鯨調査での胃内容物に含まれるビーク（くちばし）からの分析によれば、本種の生息域である南氷洋でのマッコウクジラの餌は個体数で14%、重量で77%ほどが本種を含むサメハダホウズキイカ科であるという。マッコウクジラの皮膚には巨大イカ類の吸盤の鉤爪によって付けられたと見られる円形の傷痕が確認されることが多く、巨大なイカ類もおとなしくマッコウクジラに捕食されているわけではなく、激しい抵抗を行っている習性がうかがえる。
頭足類の寿命を考慮すると、数年の短い一生の間で巨体に成長することは大きな謎に包まれている。これまで捕獲されてきた個体のすべてはメスであり、オスの個体はいまだに発見されたことがないが、その理由についても未解明のままである。

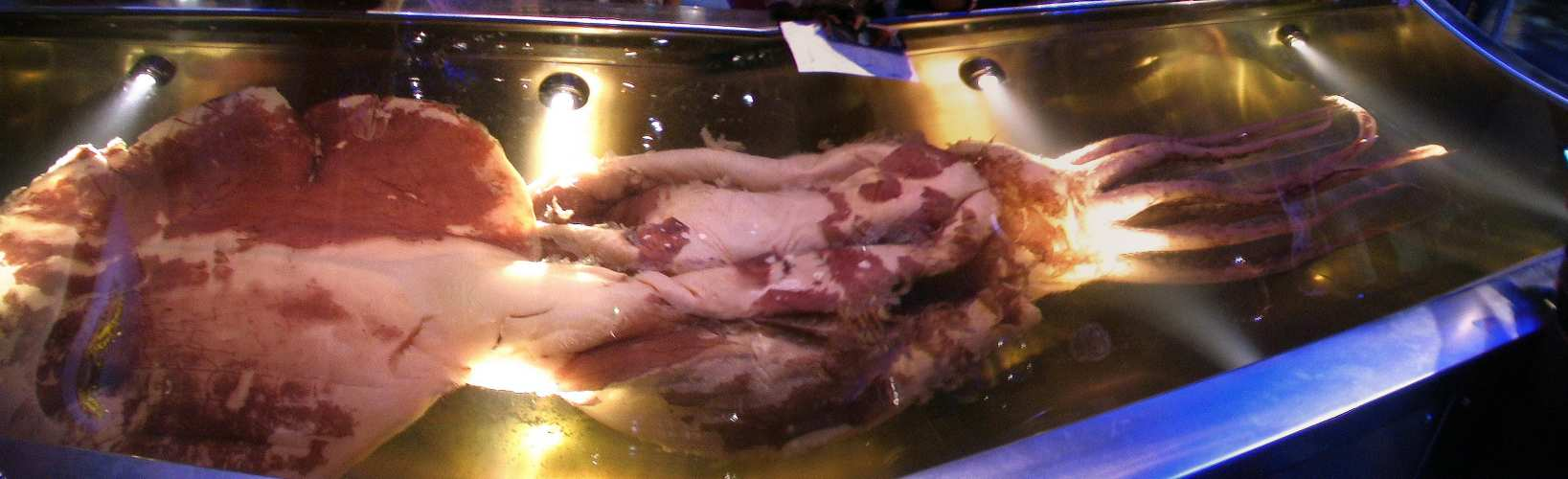
ダイオウホウズキイカの生物標本（ニュージーランドのウェリントンにある国立博物館テ・パパ・トンガレワ所蔵）

捕獲される機会が非常に珍しい生物であるうえ、研究には複数の難題があるため、現在までのところ生態の解明はあまり進んでいない。陸上で呼吸可能な呼吸器官を持たないため、水中から引き揚げるとすぐに死んでしまう。死ぬと数時間で組織の腐敗が始まり、腐敗の進行も非常に早い。水中以外では体を支える構造を持たない巨大な軟体動物であるため、水中から引き揚げると自重で体形が崩壊してしまい、原形を保ったまま研究施設まで持ち込まれる機会が少ない。
研究対象として、南極沖で捕獲された個体が、ほぼ完全な状態の生物標本として2007年3月からニュージーランドの首都ウェリントンにあるニュージーランド国立博物館テ・パパ・トンガレワにて展示されている（右列の画像を参照）。ダイオウホウズキイカの全身標本を保有しているのは、現在のところ世界でもこの施設だけである。
2014年9月には、南極沖で史上2例目となるほぼ完全状態の生物標本が操業中の漁船によって捕獲された。状態は前回捕獲の個体よりも良好で、オークランド工科大学の研究者らにより、長さ約3.5m（推定）・重さ350kg（推定）の雌であることが確認された。また、目の直径が35cmあることや、体内に卵を持っていること、他のイカ・タコ類と同じく心臓を3つ（全身への血液循環用に1つ、エラへの血液循環専用に2つ）持っていることが確認された。この個体も、ニュージーランド国立博物館テ・パパ・トンガレワにて冷凍保存されている。

## 利用価値
本種やダイオウイカのような巨大なイカ類の体組織には、浮力を得るための塩化アンモニウムが大量に含まれている。そのため、これらのイカの身には独特のえぐ味があり、食用には適さない。また、生身の人間が到達できない冷たく深い海（冷水域であり、深海域）に棲息するため、人間の生活に直接関わることはない。